# Mare caos
Mare caos è un singolo del duo musicale italiano Paola & Chiara, pubblicato il 5 maggio 2023 come secondo estratto dalla terza raccolta Per sempre.

## Descrizione
Il singolo, insieme al brano sanremese Furore, è un inedito incluso nella versione digitale e in vinile della raccolta discografica del duo Per sempre, mentre è assente dalla versione in CD. 
La canzone descrive letteralmente il "caos" della vita di tutti i giorni, da cui a volte si sente il bisogno di scappare.

## Video musicale
Il video musicale del brano, diretto da Paolo Santambrogio e girato presso le Spiagge Bianche di Rosignano Marittimo, è stato reso disponibile sul canale YouTube del duo in concomitanza con l'uscita del singolo.

## Tracce
Testi e musiche di Chiara Iezzi, Paola Iezzi, Jacopo Ettorre, Federica Abbate, Federico Mercuri, Giordano Cremona, Eugenio Maimone, Leonardo Grillotti.
1. Mare caos – 3:06

## Classifiche
| Classifica (2023) | Posizione massima |
| ----------------- | ----------------- |
| Italia            | 70                |